# Wacław Waldemar Michalski

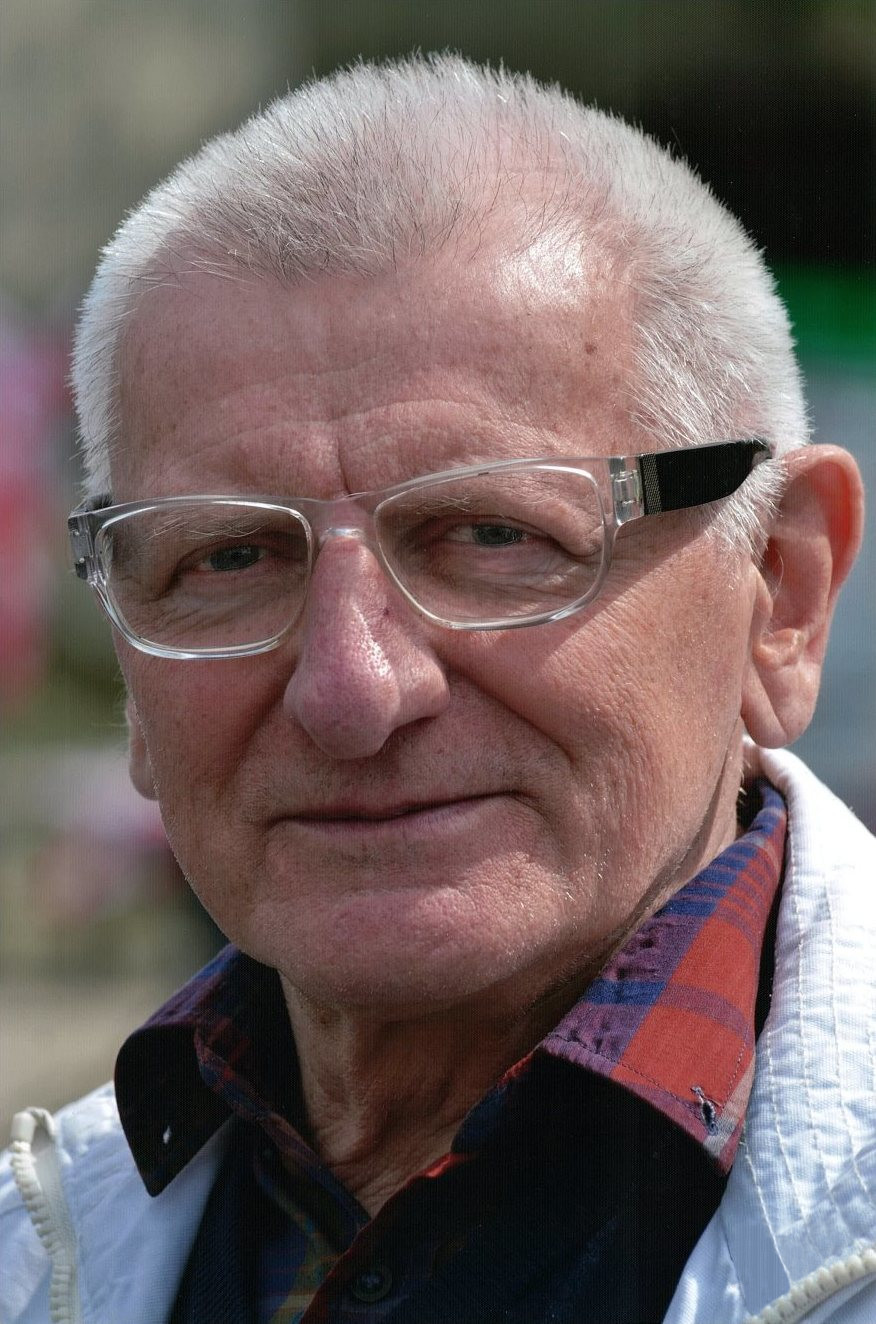
Waldemar Michalski; Foto: Krzysztof Kuzko

Wacław Waldemar Michalski (ur. 27 września 1938 we Włodzimierzu Wołyńskim) – polski poeta, krytyk literacki, eseista, redaktor.

## Życiorys
W 1956 r. ukończył Liceum Ogólnokształcące im. Stefana Czarnieckiego w Chełmie. Magisterium w zakresie filologii polskiej uzyskał w 1963 r. w Katolickim Uniwersytecie Lubelskim. W latach 1962 do 1985 r. był kustoszem Biblioteki Uniwersyteckiej KUL i lektorem Szkoły Kultury i Języka Polskiego dla Obcokrajowców KUL (1977-1987). Członek grupy poetyckiej „Prom” i współzałożyciel grupy „Signum” (razem z Wacławem Oszajcą i Zbigniewem Strzałkowskim). Od 1978 r. członek Związku Literatów Polskich. Od 1985 r. do 2014 sekretarz redakcji kwartalnika literackiego „Akcent” (nadal pozostaje członkiem zespołu redakcyjnego). W 1994 r. był inicjatorem powołania (razem z Bogusławem Wróblewskim i Bohdanem Zadurą) Wschodniej Fundacji Kultury „Akcent” (jest sekretarzem Zarządu Fundacji).
W 1957 r. debiutował na łamach prasy jako publicysta, m.in. cyklem reportaży z podróży do Lwowa i na Wołyń (“Tygodnik Społeczno-Kulturalny Katolików”, 1957 nr 36, 41,42, 43). Jako poeta debiutował w 1960 r. wierszem „Poezja Starego Miasta” w „Biuletynie Młodego Twórcy” (Lublin). Jest autorem wielu tekstów krytycznoliterackich drukowanych w czasopismach polskich i obcych. Przygotował do druku i zaopatrzył wstępem lub posłowiem ponad 40 tomów poezji różnych autorów. Uczestniczył w przygotowaniu niemiecko-polskiej antologii „Lubliner Lift” oraz roczników polsko-ukraińskiego „Dialogu Dwóch Kultur”.
Waldemar Michalski publikuje także pod pseudonimami: W.M. Wacław Wołyński, WAM.

## Twórczość (wybrane pozycje)
- Pejzaż rdzawy. Wiersze, Lublin 1973
- Ogród. Wiersze, Lublin 1977
- Głosy na wersety. Wiersze, Lublin 1979
- Pod znakiem Wagi. Wiersze, Lublin 1987
- Będziesz jak piołun. Wybór wierszy, Lublin 1991
- Lekcja wspólnego języka. Wiersze, Lublin 1999
- Tryptyk z gwiazdą. Wiersze i przekłady, Lublin 2006
- Bariera timpului nu exista. Culegere de poezji, Jasi 2012 (wybór wierszy w tłumaczeniu na rumuński; tłumaczenie: Alexandru G. Serban).
- Z podróży na Wschód. Poezje, Toronto 2013[4]

### Opracowania
- Lublin Literacki 1932-1982 (współautor: Józef Zięba), Lublin 1984
- Kazimierz Andrzej Jaworski 1987-1973, Lublin 1985, Chełm 2013, 2014
- Tradycje literackie Lubartowa i Ziemi Lubartowskiej 1543–1993, Lubartów 1994
- Pięć wieków poezji o Lublinie, 2002, 2006, 2015
- Słowa i twarze. Szkice literackie, Lublin 2003
- Klucze i słowa. Szkice literackie, Lublin 2011

## Wybrane nagrody i odznaczenia
- „Łódzka Wiosna Poetów”, czterokrotnie 1969, 1971, 1976, 1977
- Nagroda literacka im J. Czechowicza za tomiki poezji „Pejzaż rdzawy” i „Będziesz jak piołun”, 1968, 1974
- Srebrna Odznaka Zasłużonemu dla Lublina, 1988
- Nagroda literacka „Głosu Nauczycielskiego”, 1989
- Złoty Krzyż Zasługi, 1990 i po raz drugi 2005
- Medal Wschodniej Fundacji Kultury Akcent, 1998
- Nagroda Główna w I Konkursie im. J. Łobodowskiego, 1999
- Nagroda im. Witolda Hulewicza, 2006
- Nagroda Kulturalna Województwa Lubelskiego, 2007
- Nagroda Specjalna Ministra Kultury i Dziedzictwa Narodowego „W uznaniu zasług dla Kultury Polskiej”, 2008
- Medal Zasłużony Kulturze Gloria Artis (brązowy), 2009
- Nagroda Kulturalna Miasta Lublin, 2012
- Złoty Wawrzyn Literacki, 2012